# Burgstall Thumberg
Der Burgstall Thumberg ist eine abgegangene mittelalterliche Höhenburg auf 556 m ü. NHN etwa 400 m östlich der Hofkapelle St. Maria des Weilers Thumberg, eines Gemeindeteils des Marktes Teisendorf im oberbayerischen Landkreis Berchtesgadener Land von Bayern. Die Burg stammte aus dem hohen und späten Mittelalter. 
Der Burgstall bildet zusammen mit einer Höhensiedlung aus der römischen Kaiserzeit ein Bodendenkmal.